# Altheim (Adelsgeschlecht)
Die Herren von Altheim waren im Mittelalter ein Ortsadelsgeschlecht im Dorf Altheim (heute Donaualtheim), das heute ein Stadtteil von Dillingen an der Donau ist.

## Geschichte
Die Herren von Altheim waren ein niederes Adelsgeschlecht, das 1129 erstmals urkundlich genannt wird. Sie waren ursprünglich Ministeriale der Grafen von Dillingen und hatten von diesen und den Grafen von Oettingen nahezu den gesamten Eigentum in Donaualtheim zu Lehen. Sie saßen auf der Burg in Donaualtheim, an der Stelle, wo im 17. Jahrhundert die Kirche St. Vitus errichtet wurde. Reste der alten Burg sind im Unterbau des Kirchturms nachweisbar. Von der neuen Burg, nordöstlich der Kirche gelegen, zeugt nur noch ein Burgstall.
Die Herren von Altheim verzweigten sich in mehrere Linien und gründeten neue Sitze auf Burg Haggenberg, nordöstlich von Donaualtheim, und auf dem Goldberg bei Lutzingen. Zum Familienzweig auf dem Goldberg gehörte im 14. Jahrhundert die Herrschaft Mörslingen, heute ein Ortsteil von Finningen. Eine weitere Linie ist im 14. Jahrhundert im Raum Landshut nachweisbar und starb 1418/19 aus. Ab 1530 war eine Altheimer Linie im Dienst der Bischöfe von Freising.

## Bekannte Namensträger
- „Syfrid von althain uf dem Goltberg“, Zeuge in einer Urkunde von 1374